# Сэндс, Мэтью
Мэтью Сэндс (англ. Matthew Linzee Sands; род. 20 октября 1919 — ум. 13 сентября 2014) — американский физик и педагог, специалист в области физики ускорителей, наиболее известен как соавтор Феймановских лекций по физике.

## Семья и образование
Мэтью Линзи Сэндс родился в Оксфорде, штат Массачусетс в 1919 году. Его родителями были Линзи Сэндс и Беатрис Гойетт, которые были бухгалтерами. У него был брат Роджер и сестра Клэр, которая была на семь лет его младше. Будучи 12-летним бойскаутом, Сэндс был вдохновлен своим скаутмастером, который был радиолюбителем, на создание собственного коротковолнового радиоприемника. С помощью информации из Справочника радиолюбителя он построил его из частей, извлеченных из старых радиоприемников. Ему посоветовал изучать математику и естественные науки его учитель математики в старшей школе Джон Чейфи, выпускник Брауновского Университета.
После школы Сэндс поступил в Университет Кларка, где изучал физику и математику, и в конце концов получил степень бакалавра гуманитарных наук в 1940 году. В университете Кларка его профессорами физики были Теодор П. Йоргенсен, прославившийся своей книгой «Физика гольфа» и Перси М. Руп, который участвовал в ракетных экспериментах Роберта Годдарда. В рамках работы, субсидируемой Национальной администрацией по делам молодёжи из расчета 35 центов в час, они поручили ему построить физическое оборудование в механических цехах, где он познакомился со сверлильным станком, токарным станком и другими инструментами для металлообработки.
Затем Сэнд получил степень магистра искусств в области физики в Университете Райса. В Университете Райса Сэндс прошел аспирантуру по теории относительности, статистической механике и термодинамике у Гарольда А. Уилсона, который был первым заведующим кафедрой физики Райса. Он также завершил экспериментальные исследования ферромагнетизма. В Райсе Сэндс познакомился со своей первой женой, Элизабет, студенткой бакалавриата.

## Вторая мировая война
В 1941 году Сэндс отправился в Военно-морскую артиллерийскую лабораторию в столичном Вашингтоне, где он узнал больше об электронике под руководством Джозефа Ф. Кейтли. Кейтли и Сэндс разработали две шахты влияния, на основании которых были получены три патента. Они провели морские испытания рабочего прототипа, но программа была остановлена по неизвестным причинам.
С 1943 года Сэндс работал над Манхэттенским проектом в секретной лаборатории Лос-Аламоса, задачей которого было разработать и построить первую в мире атомную бомбу.
В 1946 году Сэндс и Уильям Элмор написали книгу «Электроника: экспериментальные методы», которая была опубликована в 1949 году Макгроу-Хиллом. В этой книге представлены многие идеи и схемы, разработанные в Лос-Аламосе, и она стала стандартным справочником для послевоенных ядерных приборов.

## Массачусетский технологический институт

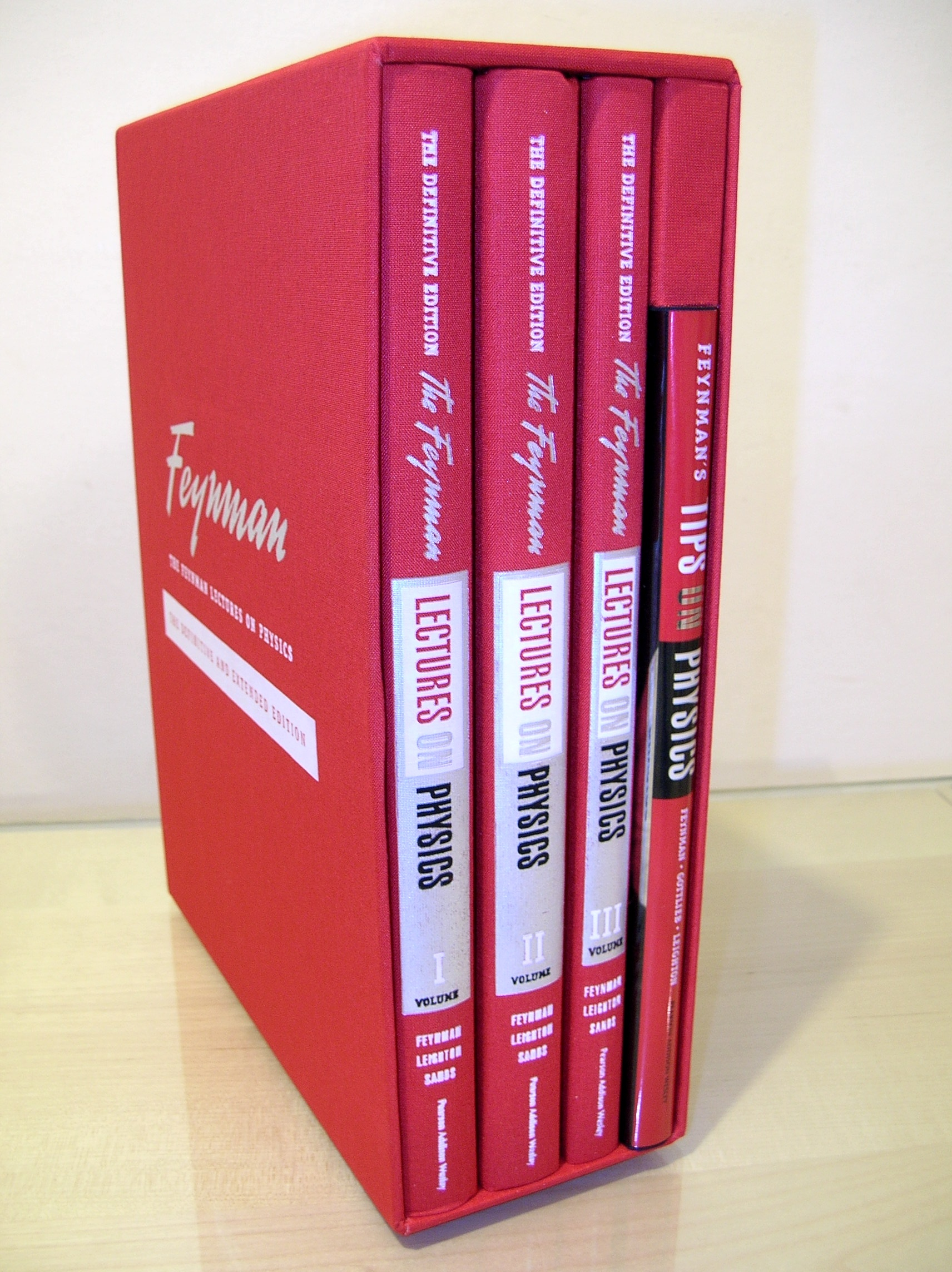
Фейнмановские лекции по физике (2005)

После успеха Манхэттенского проекта и Радиационной лаборатории, Массачусетский технологический институт (МТИ) перешёл в новую эру «большой науки», финансируемой правительством США. Экспансия МТИ в область физики активно поддерживалась его президентом Карлом Комптоном, в области ядерной физики деятельность возглавил Жерольд Захариас, который успел поработать в Лос-Аламосе в конце войны, и теперь привлёк в МТИ Бруно Росси и Виктора Вайскопфа.
В новой Лаборатории ядерных наук, возглавляемой Захариасом, Росси было поручено создать группу по исследованию космических лучей. Он нанял четырёх молодых учёных из Лос-Аламоса, в том числе Сэндса, и двух, которые работали в Радиационной лаборатории, в качестве кандидатов в доктора наук. Все они были более зрелыми, чем обычные аспиранты, с несколькими годами исследовательского опыта военного времени. Им выплачивалась стипендия, аналогичная стипендии докторанту, что позволяло им содержать семьи во время учебы в аспирантуре. Лаборатория финансировалась Управлением военно-морских исследований.
В 1948 году Сэндс получил степень бакалавра физики в МТИ, написав диссертацию на тему «Мезонная составляющая космического излучения». Затем Сэндс присоединился к факультету в качестве доцента, и продолжил свои исследования космических лучей в группе Росси.
В 1948 году Сэндс развёлся со своей первой женой Элизабет. Она осталась в Уэстоне, с их двумя детьми, в то время как Сэндс женился на Юнис Хоторн, невестке его учителя математики в старшей школе, Джона Чейфи, и переехал с ней в апартаменты «Вестгейт» Массачусетского технологического института для женатых студентов. В начале 1950 года он заявил следующее: «У моей бывшей жены был отец, у которого было приличное количество денег, и они решили создать для меня проблемы и собирались бросить меня в тюрьму как двоежёнца, потому что они утверждали, что мой развод незаконен и так далее. Так что я известен в Массачусетском технологическом институте как человек, которому пришлось уйти посреди ночи и больше не возвращаться».

## Последние годы жизни
Сэндс отправился в Калифорнийский технологический институт, где помог построить и эксплуатировать электронный синхротрон на 1,5 ГэВ. Он был первым, кто продемонстрировал теоретически и экспериментально роль квантовых эффектов в ускорителях электронных частиц. Он также изучал пучковые нестабильности, наведённые пучком поля, взаимодействия пучка с резонатором и другие явления.
С 1960 по 1966 год Сэндс работал в Комиссии по физике колледжей, которая выполняла национальную программу по модернизации преподавания физики в колледжах и университетах США. Он помог Фейнману и Роберту Б. Лейтону написать учебник по физике 1964 года «Феймановские лекции по физике», основанные на лекциях, которые Фейнман читал студентам Калифорнийского технологического института в период с 1961 по 1963 год. Вскоре Сэндс познакомился со студенткой Фрейей Киднер, которая впоследствии стала его третьей женой. В 1972 году он получил награду Американской ассоциации учителей физики за выдающиеся заслуги, а в 1998 году Американское физическое общество наградило его премией Роберта Уилсона «за его большой вклад в физику ускорителей и разработку электрон-позитронных и протонных коллайдеров».
Сэндс умер в Санта-Крус 13 сентября 2014 года. У него остались жена Фрейя, дочь Мишель, сыновья Майкл и Ричард, а также брат Роджер.

## Публикации
- Matthew Sands. Synchrotron Oscillations Induced by Radiation Fluctuations // Physical Review. — 1955. — Январь (т. 97). — С. 470. — doi:10.1103/PhysRev.97.470.
- Matthew Sands. A proton synchrotron for 300 GeV : CTSL Report. — California Institute of Technology, 1960. — doi:10.7907/Z97S7KRV.
- Matthew Sands. The Physics of Electron Storage Rings: An Introduction (англ.). — 1970. — 172 p.